# محمد بنعمر

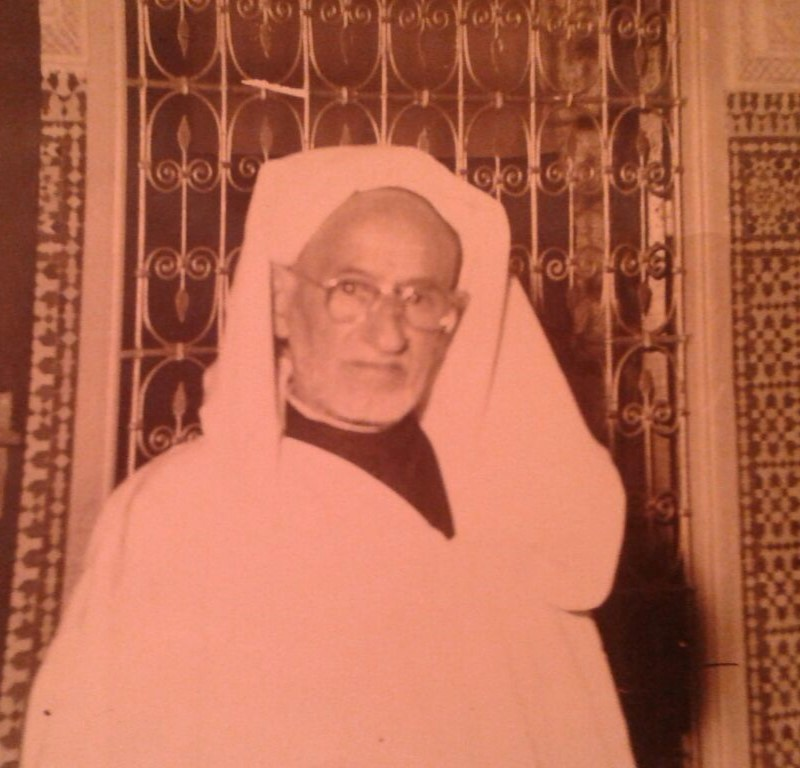
الحاج محمد بن عمر (مهندس معماري، مقاول بناء، سياسي من مدينة سلا)

الحاج محمد بن الحاج عبد الله بن عبد الرحمن بنعمر، ولد عام 1883 وتوفي عام 1963 في سلا ، المغرب ، هو من الأعيان المشهورون من مدينة سلا ، ويعتبر من أوائل رجال البناء الكبار في المغرب في النصف الأول من القرن العشرين، "مهندس معماري مسلم ماهر " حسب الصحافة الدولية، اشتهر بمشاركته في بناء أو ترميم مساجد مشهورة، مثل الكتبية في مراكش ومسجد السنة في الرباط وحي الحبوس أو مسجد سيدي محمد في الدار البيضاء.
كان من أوائل الأعضاء المسلمين في اللجنة البلدية لسلا (سلف الجماعات)، إذ تم تعينه في 19 يونيو 1933  ، كما شارك في أعمال القسم المغربي لمجلس الحكومة في نفس الفترة.

## سيرة
ينحدر الحاج محمد بن الحاج عبد الله بن عمر من عائلة عريقة في سلا تربطه علاقات قرابة مع مختلف عائلات سلا. بعد أن بدأ حياته المهنية كتاجر واحتفظ بهذه السمعة  ، أكد على مهنته كمقاول بناء  ، وأصبح تدريجيًا مقاولًا مسلمًا رائدًا، "مشهورا في المغرب  "، متخصصًا في الأعمال الكبيرة المستوحاة من العمارة التقليدية، وخاصة البنيات الدينية.
"البيت العائلي" دار بنعمر » الذي بناه في قلب المدينة العتيقة يعتبر مثالًا نموذجيًا للمنازل العائلية التاريخية في سلا.
تم تكريم الحاج محمد بنعمر بوسام شريف في رجب 1355 (سبتمبر 1936) وحصل على ظهير امتياز من السلطان بتاريخ 21 ذي الحجة 1350 (24 مارس 1932).